# Trevardo Williams
Trevardo V. Williams (Giamaica, 31 dicembre 1990) è un giocatore di football americano giamaicano che gioca nel ruolo di outside linebacker per gli Houston Texans della National Football League (NFL). Fu scelto nel corso del quarto giro (123º assoluto) del Draft NFL 2013 dai Texans. Al college ha giocato a football all’Università del Connecticut.

## Carriera

### Houston Texans
Williams fu scelto nel corso del quarto giro del Draft 2013 dagli Houston Texans. Fu svincolato il 1º agosto 2014 senza essere mai sceso in campo.

### Arizona Cardinals
Il giorno successivo, Williams firmò con gli Arizona Cardinals ma fu svincolato sei giorni dopo.

### Indianapolis Colts
Williams firmò con la squadra di allenamento degli Indianapolis Colts il 23 settembre 2014. Fu svincolato il 25 novembre.

### Washington Redskins
Williams firmò con la squadra di allenamento dei Washington Redskins il 2 dicembre 2014. Fu promosso nel roster attivo una settimana dopo, debuttando come professionista nella settimana 15 contro i New York Giants in cui mise a segno 2 tackle. La settimana seguente fece registrare il primo sack in carriera ai danni di Mark Sanchez dei Philadelphia Eagles.

## Statistiche
| Partite totali      | 2   |
| Partite da titolare | 0   |
| Tackle              | 5   |
| Sack                | 1,0 |
| Intercetti          | 0   |